# Balduíno José Coelho
Balduíno José Coelho foi um político brasileiro.
Foi vice-presidente da província do Piauí, exercendo a presidência interinamente, de 10 de setembro a 1 de dezembro de 1855.